# New Wave (téléfilm)
Pour les articles homonymes, voir New wave (homonymie).
Pour plus de détails, voir Fiche technique et Distribution.
New Wave est un téléfilm français réalisé par Gaël Morel, diffusé en 2008. Il a été tourné dans le collège Maurice Utrillo à Limas dans le Rhône, collège d'enfance de Gaël Morel.

## Synopsis
Dans une ville de province française, Éric, un jeune collégien solitaire, fait la connaissance de Romain, un élève dissipé. Loin de la ferme familiale, Éric découvre le mouvement musical new wave avec l'aide de Romain, et décide de monter un vidéo-clip pour une chanson de Romain. L'issue tragique de leur relation décidera de l'orientation de la vie sociale d'Éric.

## Fiche technique
- Titre : New Wave
- Réalisation : Gaël Morel
- Scénario, adaptation, dialogues : Gaël Morel
- Musique : Théophile Collier, Camille Rocailleux, Romain Vissol (Éditions Manatéa/Mitiki)
- Photographie : Jean-Max Bernard
- Décors : Zé Branco
- Costumes : Helena Gonçalves
- Montage : Catherine Schwartz
- Pays d'origine : France
- Langue : français
- Période de tournage : 18 juin au 13 juillet 2007 (Région Rhône-Alpes)
- Producteurs : Sandra d’Aboville, Jérémie Chevret
- Sociétés de production : Arte France, GTV (GETEVE)
- Format : couleur — son stéréophonique
- Genre : drame
- Durée : 80 minutes
- Date de première diffusion : 19 septembre 2008 sur Arte

## Distribution
- Béatrice Dalle : Anna
- Valentin Ducommun : Éric
- Victor Chambon : Romain
- Solenn Jarniou : Joëlle
- Marc Rioufol : Jean-Marc
- Franck Taponard : le père d’Éric
- Kevin Messerli : David
- Loreleï Ploton : Nathalie
- Thomas Dumerchez : Jérémy
- Joëlle Sévilla : Madame Collinot
- David Garcia : Fabrice
- Stéphane Rideau : le prof EPS
- Helena Gonçalves : Madame Franquet
- Bertrand Guerry : le documentaliste
- Gaël Morel : le prof d'italien